# The Astrologer
The Astrologer è un film del 1975 diretto da James Glickenhaus.

## Trama
Uno scienziato che lavora per un'agenzia governativa segreta sta indagando sui rapporti sulla seconda venuta di Cristo.